# Bouni (Guéguéré)
Pour les articles homonymes, voir Bouni.
Bouni est un village du département et la commune rurale de Guéguéré, situé dans la province de l'Ioba et la région du Sud-Ouest au Burkina Faso.

## Géographie

### Démographie
- En 2006, le village comptait 2 125 habitants recensés, dont 51,3 % de femmes[1].